# Paris-Roubaix 1912
La 17e édition de la course cycliste Paris-Roubaix a eu lieu le 7 avril 1912 et a été remportée par le Français Charles Crupelandt.

## Classement final
|    | Cycliste           | Équipe         | Temps           |
| -- | ------------------ | -------------- | --------------- |
| 1  | Charles Crupelandt | La Française   | 8 h 30 min 30 s |
| 2  | Gustave Garrigou   | Alcyon         | + 0 s           |
| 3  | Maurice Leturgie   | Automoto       | + 0 s           |
| 4  | Octave Lapize      | La Française   | + 0 s           |
| 5  | Odiel Defraye      | Alcyon         | + 0 s           |
| 6  | Jules Masselis     | Alcyon         | + 0 s           |
| 7  | Charles Deruyter   | Peugeot-Wolber | + 0 s           |
| 8  | Joseph van Daele   | JB Louvet      | + 6 min 00 s    |
| 9  | Eugène Platteau    | -              | + 6 min 00 s    |
| 10 | Paul Deman         | -              | + 6 min 00 s    |